# Julgamento encenado

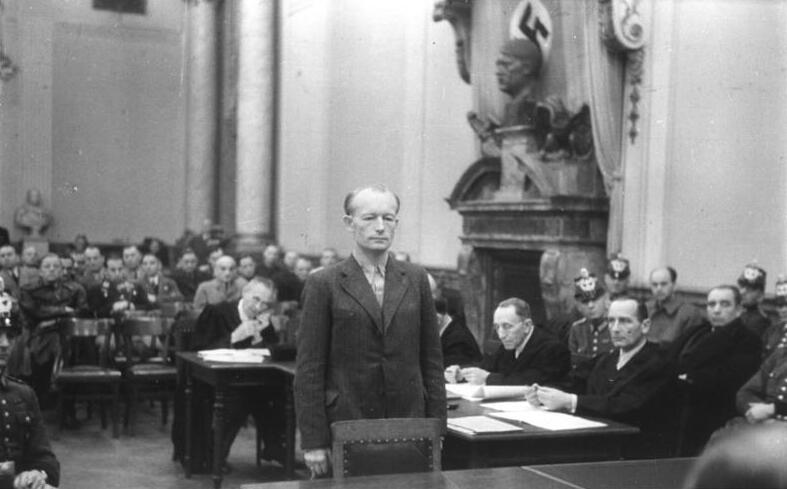
Julgamento de Adolf Reichwein no Volksgerichtshof da Alemanha nazista, 1944

Um julgamento encenado, julgamento de fachada, julgamento midiático ou ainda falso, farsa judicial ou pseudo-processo é um tipo de julgamento que, embora mantendo uma aparência de legitimidade, tem seu veredito conhecido antecipadamente, não obedecendo aos princípios básicos do direito constitucional e processual, tais como direito ao contraditório e à ampla defesa, legalidade, igualdade, dignidade da pessoa humana, juiz natural  e todos os demais princípios relacionados ao devido processo legal. O tribunal de exceção é uma forma de farsa judicial. 
A expressão é muitas vezes utilizada por aqueles que alegam a inocência de réus condenados em julgamentos que consideram iníquos ou politicamente  instrumentalizados, para fins de propaganda ou por razões de Estado, visando dissuadir oponentes ou dissidentes.
Embora, às vezes, possa ser conduzido a portas fechadas ou em segredo, esse tipo de julgamento geralmente assume a forma de espetáculo mediatizado, prioritariamente voltado a influenciar ou a satisfazer a opinião pública.